# Dossale n. 7
Il Dossale n. 7 (dal numero di inventario) è un dipinto a tempera e oro su tavola (96×186 cm) di Guido da Siena, datato 1270 e conservato nella Pinacoteca nazionale di Siena. 

## Storia
Non è chiara quale sia stata la collocazione originale del dossale, che almeno dal 1859 si trovava nella chiesa di San Francesco a Colle di Val d'Elsa. Un'ipotesi vuole che possa essere stato un tempo nel convento di San Francesco a San Gimignano, da dove pervennero alcuni antichi dipinti a Colle nel 1782. Menzioni di Francesco Brogi del 1862 e del 1865 informano che a tale data la pala era già stata mutilata, e che un custode ne aveva abraso tutto il fondo oro, sostituendolo con tinta gialla stesa grossolanamente. 
Mutilato con evidenza ai lati, danneggiando anche i santi all'estremità, ha alla base un'iscrizione che ne ricorda la data: "[…]X AMENIS QUE X[RIS]T[U]S LENIS NULLIS VELIT ANGERE PENIS ANNO DNI MILLESIMO DUECENTESIMO SEPTUAGESIMO". Segue una serie di caratteri pseudocufici di riempimento, che in passato avevano fatto pensare ad altri caratteri cancellati, come chiarito anche durante il restauro del 2002. 
La prima attribuzione risale proprio al Brogi, che ne ravvisò la somiglianza col Dossale n. 6 della pinacoteca e con un lavoro di Vigoroso da Siena a Perugia. Nel 1867 fu musealizzata, ma, a causa delle precarie condizioni conservative (tra cui la frattura orizzontale che si vede ancora oggi), non fu esposto fino al 1895, dopo un restauro. Da allora l'opera fu di grande interesse per la critica, poiché l'iscrizione alla base riprende alla lettera gli esametri leonini della discussa Maestà di San Domenico, dove è presente la data fuorviante del 1221, che stabiliva, negli studi critici che la prendevano per vera, il primato della scuola senese su tutte le altre toscane, con un'anticipazione di quarant'anni dei temi coppeschi e cimabueschi. 
Fu solo Luigi Dami comunque, nel 1924, ad attribuire il dossale a Guido da Siena, accendendo una lunga scia di contributi negativi sulla pala, come esempio attardatissimo della Maestà che veniva appunto creduta del '21. Brandi ad esempio parlò del "più basso grado di barbarismo" a cui avrebbero aderito i seguaci per primatista Guido. Un giudizio la cui ingiustizia era fiutata dallo stesso autore, che vi ammetteva comunque una maggiore scioltezza rispetto al coevo Dossale degli Uffizi di Meliore. 
Più indulgenti furono Garrison (1949) e Offner (1950), che la riferirono a Guido e ribadirono l'impossibilità della data della Maestà, soprattutto se paragonata alle poche altre opere documentate del territorio di inizio Duecento, come il Paliotto del Salvatore del Maestro di Tressa, datato 1215. Una piena riabilitazione dell'opera si è avuta solo in anni recenti, con gli studi di Luciano Bellosi, che ne colse i delicati riflessi delle prime opere di Cimabue, in dettagli come l'addolcito chiaroscuro. In tale contesto però venne anche chiarita la secondarietà di Guido rispetto ad altre figure cittadine di spicco, quali Dietisalvi di Speme, con cui Guido a volte collaborò, Rinaldo da Siena e Guido di Graziano. 

## Descrizione e stile

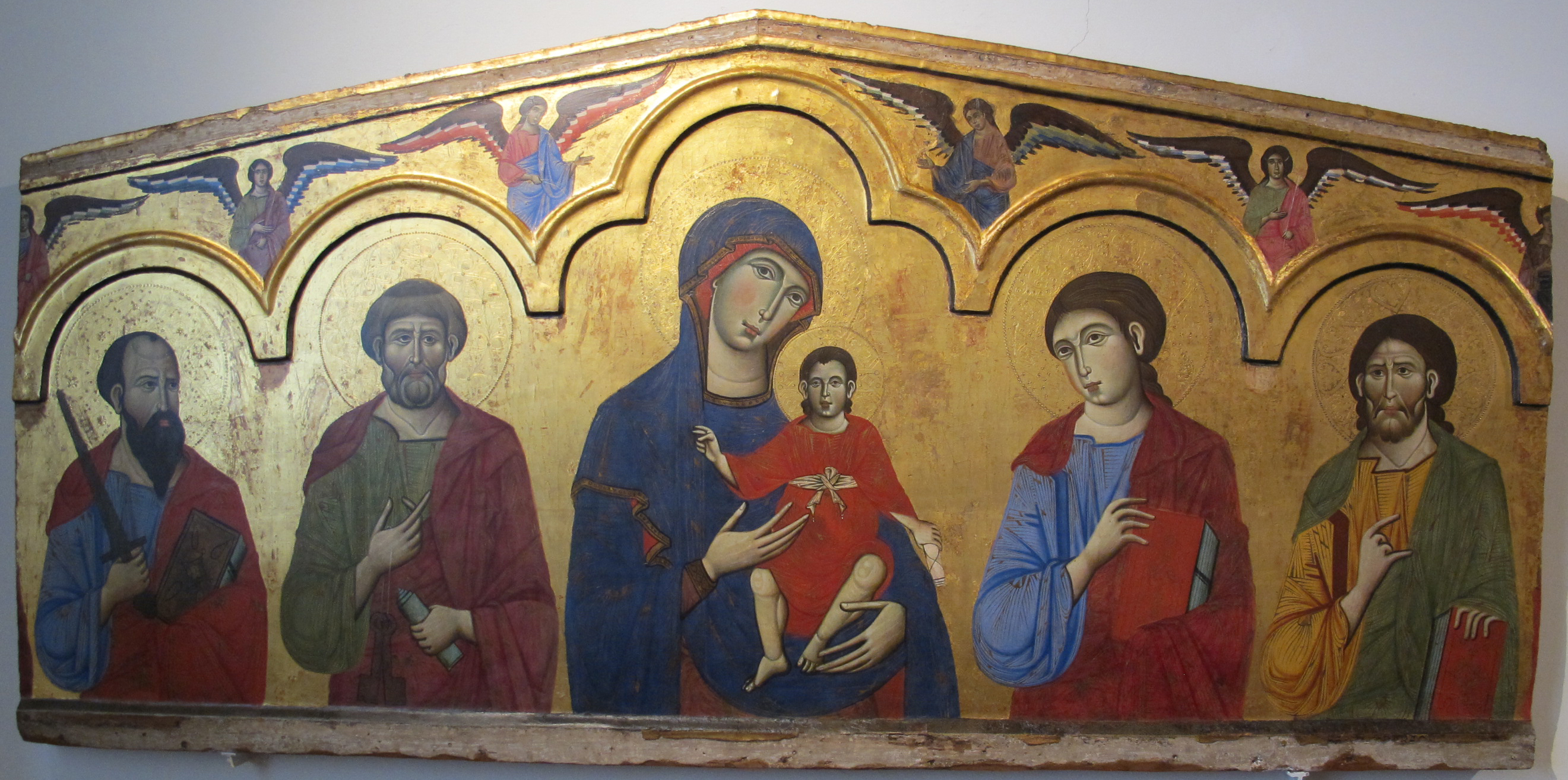
Il dossale n. 6

Tipicamente duecenteschi sono i dossali con l'estremità superiore a capanna, utilizzati come decorazione sugli altari. In questa opera, tipicamente, si trova al centro il busto della divinità, la Madonna col Bambino, affiancata da due santi per parti, il tutto coronato da una serie di archetti che simulavano una sorta di loggetta da cui i personaggi si affacciavano: in alcuni esemplari sono presenti anche le colonnine divisorie. 
In questo le figure si stagiano su un uniforme sfondo oro (non originale, frutto di restauri), con da sinistra Francesco d'Assisi, Giovanni Battista, Giovanni Evangelista e Maria Maddalena. È possibile che in origine esistesse un'ulteriore coppia di santi alle estremità. Le aureole di ciascuno sono contenute nell'archetto dell'intelaiatura, spesso leggermente sfasate: sono state ricalcate su quelle del simile Dossale n. 6, essendo il fondo completamente abraso fino a provocare la perdita dei profili delle figure). Maria, al centro, è di tipo hodigitria, indicante cioè il figlio, che qui è ancora rappresentato come un piccolo filosofo, con una tunichetta rosata intrecciata e fermata sopra la vitada una fascia violetta, e con il rotolo stretto nella sinistra (un elemento tipicamente antico filtrato dall'arte bizantina), mentre la destra benedice alla greca, col mignolo sollevato. 
I santi ai lati sono caratterizzati dai rispettivi attributi per facilitarne l'individuazione. Francesco, l'unico frontale, indossa il saio francescano, strappato all'altezza del costato e con le stimmate sulle mani. Regge una sottile croce e il libro della regola, che lo configura come il nuovo evangelista. È barbuto, secondo la tradizione più antica e fedele alla sua fisionomia. 
Accanto a lui il Battista, riconoscibile dalla pelle di cammello e dalla barba e i capelli lunghi, indica Gesù in quanto suo precursore (identica è la mano rispetto a quella di Maria), e stringe nella mano il tradizionale cartiglio, questa volta però arrotolato. Dall'altra parte Giovanni evangelista ha il volto sbarbato e femmineo, che lo ricorda come il più giovane tra gli apostoli. Regge tra le braccia il suo Vangelo, con una coperta decorata da castoni a rilievo (le pietre dure degli alveoli, come quelle del libro di Francesco, sono andate perdute. 
Infine la Maddalena, ha il capo velato col tipico mantello rosso e indossa una cuffia che le raccoglie i capelli: il suo volto fu probabilmente realizzato con lo stesso cartone di quello di Maria, solo ribaltato. Impugna un tessuto chiaro (il sudario di Gesù?) e l'ampolla degli unguenti, suo attributo tipico. 
Nella parte alta della tavola si trovano quattro medaglioni tra gli archetti, le cui decorazioni sono oggi perdute.
L'effetto globale è quello di un'opera lussuosa, dove materiali sono arricchiti dalle lumeggiature d'oro e, finché esistevano, da inserti di pietre preziose o paste vitree. Il segno appare preciso e meticoloso, soffermandosi diligentemente sui particolari. Il chiaroscuro appare addolcito sull'esempio di Cimabue, ma luci e ombre sono ancora stesi in sottili filamenti non fusi, che creano campiture di ispirazione geometrica.